# Rivista spessa
Nella storia del giornalismo in Russia, rivista spessa o giornale spesso (in russo толстый журнал?, o tolsty zhurnal) era un tipo di rivista letteraria, considerata un'importante tradizione originaria dell'Impero russo, continuata durante l'Unione Sovietica e ancora popolare nella Russia moderna. Il nome deriva dal suo formato: un tipico numero di una "rivista spessa" del XIX secolo era composto da 300-500 pagine.
Il volume di una rivista spessa era normalmente suddiviso tra pubblicazioni letterarie (racconti brevi, romanzi a puntate, drammi, poesie, ecc., comprese le traduzioni) e giornalismo (critica di letteratura, arte, musica, recensioni e saggi politici e sociali, calendari e recensioni di eventi di attualità, ecc.). La reputazione letteraria veniva coltivata principalmente attraverso riviste spesse.
Nel tardo impero russo le riviste spesse furono un importante veicolo di propagazione della cultura attraverso le vaste distese del paese, nonché una componente importante della vita culturale del paese. Esempi degni di nota dei primi "rivisti spessi" includono Вестник Европы, «Московский телеграф», «Tелескоп», «Библиотека для чтения», «Современник», «Отечественные за писки», «Мир божий», «Жизнь», «Образование», «Современная жизнь».

## Storia

### Origini
La rivista spessa, solitamente distribuita una volta al mese, era originariamente un fenomeno dell'Illuminismo nell'Europa occidentale, create come un mezzo per far circolare le idee a un pubblico ristretto e istruito. Nell'Ottocento la loro influenza si scontrò con la concorrenza sia dei giornali che delle riviste che offrivano intrattenimento e informazione per un pubblico più vasto, e la loro influenza diminuì.

### Russia imperiale, 1755 - 1917
La prima rivista russa indipendente fu Ezhemesiachnye sochineniya, k pol'ze i uveseleniyu sluzhashchie (Scritti mensili al servizio dello scopo e del piacere; 1755–1797), curata da Gerhard Friedrich Mueller, dell'Accademia delle scienze di San Pietroburgo . Ispirandosi ai principi dell'Illuminismo europeo, seguirono un numero sempre crescente di iniziative simili su diversi argomenti, tra cui la letteratura.
Molti autori russi famosi hanno creato i propri diari spessi. Aleksandr Pushkin lanciò Sovremennik (il contemporaneo), che divenne un famoso giornale liberale e rimase in carica per 30 anni, dal 1836 al 1866. Nikolai Karamzin creò il Moskovskii Zhurnal (Giornale di Mosca; 1791–1792), Dostoevskij lanciò due riviste, chiamate Epokha (Epoca) e Vremya (Tempo) .
Dopo le riforme del 1861, che attenuarono la censura nell'Impero russo, numerose altre riviste furono lanciate. Alcune delle riviste più influenti dell'epoca furono Russkii vestnik (Il messaggero russo), su cui Ivan Turgenev, Lev Tolstoj e Fëdor Dostoevskij pubblicarono opere importanti, e Russkaia mysl' (Il pensiero russo ; 1880-1900), a cui contribuirono Vladimir Korolenko, Nikolai Leskov e Anton Cechov.

### Russia sovietica, 1917 - 1989
Verso la fine del periodo imperiale, la popolarità dei diari spessi sembrò diminuire, analogamente a quanto accaduto nell'Europa occidentale. Le riviste spesse furono però ripresi dai bolscevichi, che avevano preso il controllo della stampa e che avevano bisogno di un nuovo forum autorevole. Molte pubblicazioni importanti furono lanciate negli anni '20 e '30, Novy Mir (1925-), Oktyabr (rivista) (1925-), Znamya (giornale) (1931-), tutti con sede a Mosca, Zvezda (rivista) (1924-), con sede a Leningrado, Sibirskie ogni (1922-), con sede a Novosibirsk, Don (1925-), con sede a Rostov-sul-Don 1 925, e Zvezda Vostoka (1932-), con sede a Tashkent.
Le riviste spesse erano trend-setter e icone culturali, che potevano dare inizio a carriere letterarie e concluderle. Nel 1948, una campagna di zdanovismo fu diretta contro le riviste di grande prestigio Zvezda (rivista) e Leningrado, per aver pubblicato opere di Anna Achmatova e Mikhail Zoshchenko . Negli anni '50 e '60, alcune di queste riviste ebbero un'influenza enorme, pubblicando alcuni dei libri più iconici del periodo. Novy Mir pubblicò Non di solo pane, di Dudintsev, e Una giornata nella vita di Ivan Denisovič, di Aleksandr Solženicyn . La sua influenza culturale fu così massiccia che la storica Cecile Vaissie ha affermato che senza il suo caporedattore, Aleksandr Tvardovsky, gli anni '60 non sarebbero esistiti. Il Novyi Mir divenne così associato all'intellighenzia liberale che riceve centinaia di lettere dai lettori non solo in risposta alla sua pubblicazione, ma anche su questioni relative ai diritti umani e alla cultura russa in generale, come l'affare Pasternak, quando lo scrittore pubblicò Il dottor Zivago (romanzo) fuori dall'URSS e fu espulso dal paese per questo, e il processo Sinyavsky-Daniel .
Anche altri classici del periodo uscirono in riviste prima di apparire in forma di libri, come Il maestro e Margherita di Michail Bulgakov, pubblicato dalla rivista Moskva .